# WTA Challenger de Indian Wells
O WTA Challenger de Indian Wells – ou Oracle Challenger Series – Indian Wells, na última edição – foi um torneio de tênis profissional feminino, de nível WTA 125K.
Realizado em Indian Wells, no estado da Califórnia, nos Estados Unidos, estreou em 2018. Os jogos eram disputados em quadras duras durante o mês de fevereiro.
Em 2020, a Oracle descontinuou o patrocínio a torneios norte-americanos no circuito WTA 125K, e a continuação do evento se tornou incerta, não ocorrendo em 2021.

## Finais

### Simples
| Ano  | Campeã             | Vice-campeã         | Resultado     |
| ---- | ------------------ | ------------------- | ------------- |
| 2020 | Irina-Camelia Begu | Misaki Doi          | 6–3, 6–3      |
| 2019 | Viktorija Golubic  | Jennifer Brady      | 3–6, 7–5, 6–3 |
| 2018 | Sara Errani        | Kateryna Bondarenko | 6–4, 6–2      |

### Duplas
| Ano  | Campeãs                           | Vice-campeãs                     | Resultado |
| ---- | --------------------------------- | -------------------------------- | --------- |
| 2020 | Asia Muhammad Taylor Townsend     | Catherine McNally Jessica Pegula | 6–4, 6–4  |
| 2019 | Kristýna Plíšková Evgeniya Rodina | Taylor Townsend Yanina Wickmayer | 7–67, 6–4 |
| 2018 | Taylor Townsend Yanina Wickmayer  | Jennifer Brady Vania King        | 6–4, 6–4  |